# Copa Mundial Femenina de Fútbol de ConIFA de 2022
La Copa Mundial Femenina de Fútbol de ConIFA de 2022 fue la primera edición de la Copa Mundial Femenina organizada por ConIFA. Se jugaría  del 23 al 30 de junio de 2021 en Rumanía, fue cancelado luego de la pandemia de COVID-19 y reorganizado para julio de 2022 en India.

## Equipos participantes
Los siguientes equipos fueron inicialmente anunciados para participar en el torneo durante el evento de Estrategia de Fútbol de CONIFA en Sabbioneta, Italia;
- Tíbet
- Laponia

### Retirada
Después de anunciarse inicialmente como participantes, algunos equipos se retiraron antes del inicio. Matabelelandia informó problemas con las visas para participar, pero no se dio ninguna razón para el retiro de País Sículo. ConIFA no emitió ningún comunicado oficial.
- Matabelelandia
- País Sículo

## Estadio
| Ciudad           | Estadio          | Capacidad        |
| Himachal Pradesh | Himachal Pradesh | Himachal Pradesh |
| ---------------- | ---------------- | ---------------- |
| Paonta Cholsum   | STS Ground       | 1.000            |
|                  |                  |                  |

## Partidos
| 1 de julio de 2022 | Tíbet              | 1:13    | Laponia                                                        | STS Ground, Paonta Cholsum   |                              |
|                    | Ngawuang Oetso 59' | Reporte | Sandra Simonsen · Moa Öhman · Karoline Fossli · Sofie Sörensen | Asistencia: 350 espectadores | Asistencia: 350 espectadores |

| 3 de julio de 2022 | Laponia | 9:0     | Tíbet | STS Ground, Paonta Cholsum   |                              |
|                    | Moa Öhman 7', 57', 71', 89' · Emelie Kristiansen 38' · Klara Norlemann 43' · Sandra Simonsen 46', 83' · Wilma Ritzen 48' | Reporte |       | Asistencia: 250 espectadores | Asistencia: 250 espectadores |

## Campeón
| Copa Mundial Femenina de Fútbol de ConIFA 2022 |
| ---------------------------------------------- |
| Bandera de Laponia                             |
| Laponia 1º Título                              |

## Goleadoras
| Jugador            | Selección | Goles |
| ------------------ | --------- | ----- |
| Moa Öhman          | Laponia   | 8     |
| Sandra Simonsen    | Laponia   | 7     |
| Karoline Fossli    | Laponia   | 3     |
| Sofie Sörensen     | Laponia   | 1     |
| Klara Norlemann    | Laponia   | 1     |
| Emilie Kristiansen | Laponia   | 1     |
| Wilma Ritzen       | Laponia   | 1     |
| Ngawuang Oetso     | Tíbet     | 1     |